# Pro Patria et Libertate Unione degli Sports Bustesi 1936-1937
Questa pagina raccoglie le informazioni riguardanti la Pro Patria et Libertate Unione degli Sports Bustesi nelle competizioni ufficiali della stagione 1936-1937.

## Stagione
Per una sola stagione e sarà la sua tredicesima ed ultima, riassume la presidenza il Cav. Carlo Marcora, il quale richiama il tecnico magiaro Imre János Bekey. Questo doppio ritorno rivitalizza e ricompatta il gruppo, ed in campionato arriva un onorevole quinto posto in classifica, con il Vigevano, il Piacenza ed il Seregno che si sono dimostrate troppo forti per essere efficacemente contrastate e fanno corsa a sé. Il Vigevano vincendo il girone B del campionato di Serie C ha ottenuto la promozione in Serie B.
Fra le individualità da sottolineare nella stagione bustocca il buon rendimento in fatto di reti realizzate da un terzetto formato da Gustavo Tremolada con 16 centri, di Ambrogio Guittini anche lui in doppia cifra con 10 reti e di Antonio Severi con 8 marcature.

## Rosa
| N. |                   | Ruolo | Calciatore        |
| -- | ----------------- | ----- | ----------------- |
|    | Italia (bandiera) | P     | Nino Almasio      |
|    | Italia (bandiera) | C     | Aldo Buratti      |
|    | Italia (bandiera) | C     | Giovanni Candiani |
|    | Italia (bandiera) | A     | Mario Ceriani     |
|    | Italia (bandiera) | D     | Giancarlo Crespi  |
|    | Italia (bandiera) | D     | Fabio Del Bianco  |
|    | Italia (bandiera) | A     | Andrea Guenzani   |
|    | Italia (bandiera) | A     | Ambrogio Guittini |
|    | Italia (bandiera) | C     | Mario Lovetti     |
|    | Italia (bandiera) | C     | Emilio Massironi  |

| N. |                   | Ruolo | Calciatore           |
| -- | ----------------- | ----- | -------------------- |
|    | Italia (bandiera) | A     | Ermelindo Magugliani |
|    | Italia (bandiera) | P     | Gino Merlo           |
|    | Italia (bandiera) | A     | Giancarlo Ottolina   |
|    | Italia (bandiera) | D     | Battista Padovan     |
|    | Italia (bandiera) | A     | Pietro Sassi         |
|    | Italia (bandiera) | C     | Antonio Severi       |
|    | Italia (bandiera) | D     | Angelo Simontacchi   |
|    | Italia (bandiera) | A     | Angelo Solbiati      |
|    | Italia (bandiera) | C     | Pietro Giovanni Toja |
|    | Italia (bandiera) | A     | Gustavo Tremolada    |

## Risultati

### Girone di andata
| Arbitro: | Valenza (Mantova) |

|                                     |           |             |
| Tremolada 9’, 85’ Severi 73’ (rig.) | Marcatori | 53’ Mariani |

| Arbitro: | Pecchiura (Torino) |

|                                      |           |  |
| Schaffer 8’ Biassoni 63’, 85’ (rig.) | Marcatori |  |

| Arbitro: | Levrero (Genova) |

|              |           |  |
| Lattuada 65’ | Marcatori |  |

| Arbitro: | Melioli (Genova) |

|                                       |           |                      |
| Tremolada 10’ Severi 66’ Guenzani 80’ | Marcatori | 44’ (rig.) Pinciroli |

| Arbitro: | Bellè (Venezia) |

|                        |           |  |
| Pesenti 37’ Grandi 75’ | Marcatori |  |

| Arbitro: | Dagnino (Genova) |

|                             |           |  |
| Ceriani 54’ Severi 81’, 88’ | Marcatori |  |

| Arbitro: | Vettori (Pisa) |

|  |           |                           |
|  | Marcatori | 27’ Guenzani 52’ Guittini |

| Arbitro: | Grossweiler (Torino) |

|  |           |                           |
|  | Marcatori | 52’ Raffaini 90’ Torti II |

| Arbitro: | Zilli (Reggio Emilia) |

|                                       |           |               |
| Riccetti 1’ Pietruzzi 63’ Terenzi 81’ | Marcatori | 15’ Tremolada |

| Arbitro: | Fuhrmann (Omegna) |

|              |           |            |
| Guittini 30’ | Marcatori | 37’ Vivian |

| Sesto Calende 6 dicembre 1936 11ª giornata | SIAI Marchetti    | 0 – 0 | Pro Patria | Campo del Littorio\| Arbitro: \| Bernabei (Genova) \| |
| Arbitro:                                   | Bernabei (Genova) |       |            |                                                       |

| Arbitro: | Zavattaro (Casale Monferrato) |

|                    |           |            |
| Tremolada 12’, 71’ | Marcatori | 57’ Marchi |

| Arbitro: | Caisasca (Milano) |

|                                |           |                            |
| Malinverno 7’ Dalle Vedove 44’ | Marcatori | 10’ Guittini 65’ Tremolada |

| Arbitro: | Limido (Milano) |

|                                     |           |             |
| Severi 46’ Tremolada 68’ (rig.) 81’ | Marcatori | 21’ Argenta |

| Arbitro: | De Benedictis (Padova) |

|                       |           |  |
| Gaddoni 59’ Ratti 72’ | Marcatori |  |

### Girone di ritorno
| Arbitro: | Tassini (Verona) |

|                                  |           |  |
| Gelosa 27’ Tiberti 50’ Carta 75’ | Marcatori |  |

| Arbitro: | Neri (Vicenza) |

|                            |           |                    |
| Ceriani 18’ Magugliani 87’ | Marcatori | 52’ (rig.) Biraghi |

| Busto Arsizio 31 gennaio 1937 18ª giornata | Pro Patria        | 0 – 0 | Vigevano | Stadio Comunale\| Arbitro: \| Tiberio (Gorizia) \| |
| Arbitro:                                   | Tiberio (Gorizia) |       |          |                                                    |

| Arbitro: | Mayer (Trieste) |

|                  |           |                         |
| Chierichetti 20’ | Marcatori | 59’ Guittini 77’ Severi |

| Arbitro: | Bernabei (Genova) |

|               |           |               |
| Tremolada 77’ | Marcatori | 47’ Barantani |

| Arbitro: | Pasinato (Venezia) |

|                    |           |              |
| Clerici 55’ (rig.) | Marcatori | 46’ Guittini |

| Arbitro: | Anceschi (Genova) |

|                                                       |           |  |
| Ceriani 30’ Magugliani 43’ Guittini 68’ Tremolada 76’ | Marcatori |  |

| Arbitro: | Gardenghi (Brescia) |

|           |           |              |
| Galli 15’ | Marcatori | 72’ Guittini |

| Arbitro: | Gonani (Ravenna) |

|                            |           |  |
| Guittini 8’ Magugliani 11’ | Marcatori |  |

| Arbitro: | Neri (Vicenza) |

|                          |           |               |
| Erba 38’ Prandoni II 66’ | Marcatori | 72’ Tremolada |

| Arbitro: | Tassini (Verona) |

|                                      |           |  |
| Tremolada 31’, 90’ (rig.) Severi 82’ | Marcatori |  |

| Arbitro: | Ferrari (Vicenza) |

|                          |           |               |
| Fornasaris 36’, 42’, 67’ | Marcatori | 53’ Tremolada |

| Arbitro: | Mendo (Verona) |

|              |           |                       |
| Guittini 14’ | Marcatori | 47’ Rota 60’ Zuccotti |

| Arbitro: | Mazzini (Modena) |

|            |           |                     |
| Cabiati 4’ | Marcatori | 20’ (aut.) Bonacina |

| Arbitro: | Gondola (Monfalcone) |

|                         |           |             |
| Guittini 50’ Severi 88’ | Marcatori | 32’ Gaddoni |